# 共济会墓地

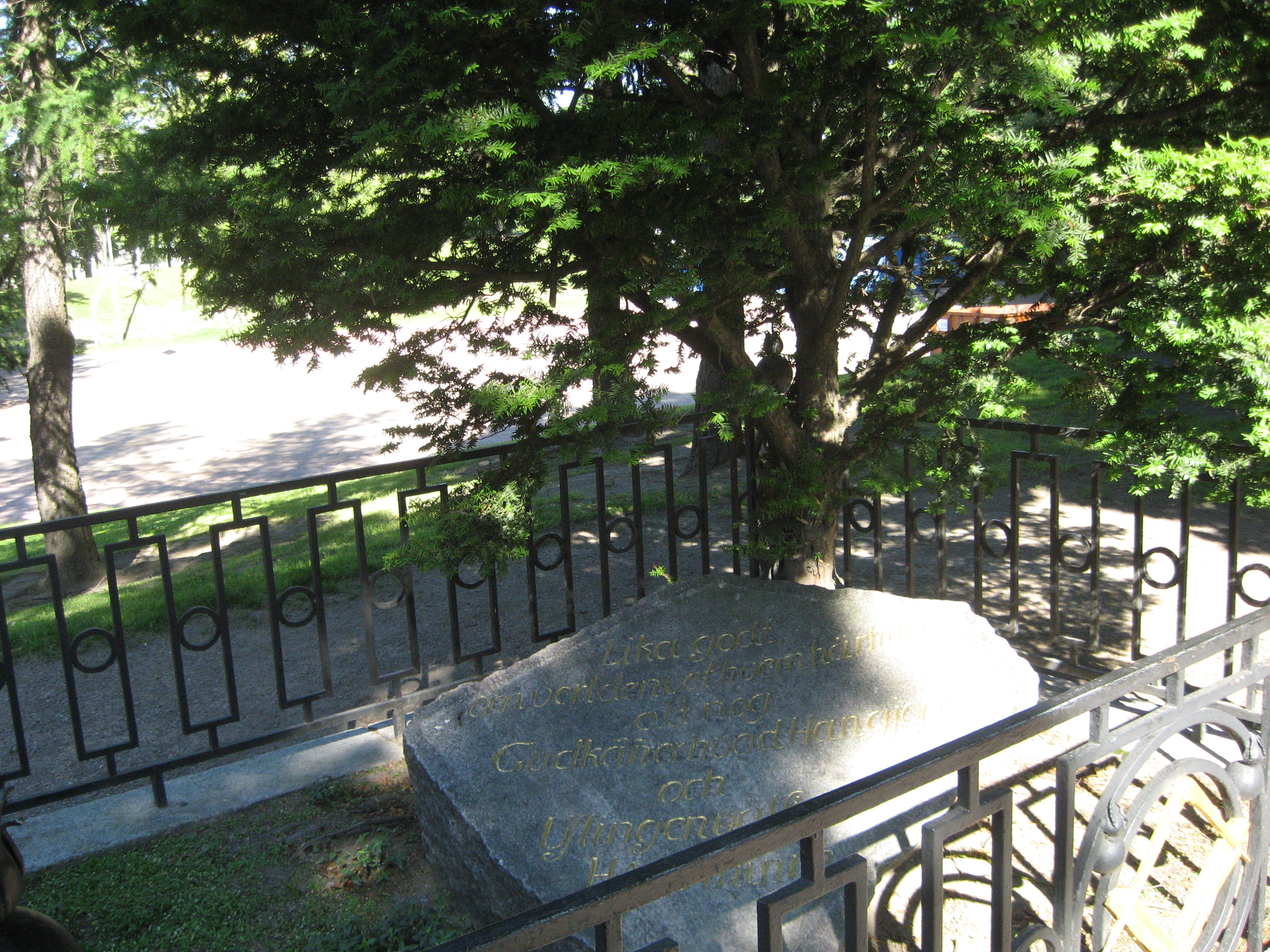
位于凯萨半岛的共济会墓地

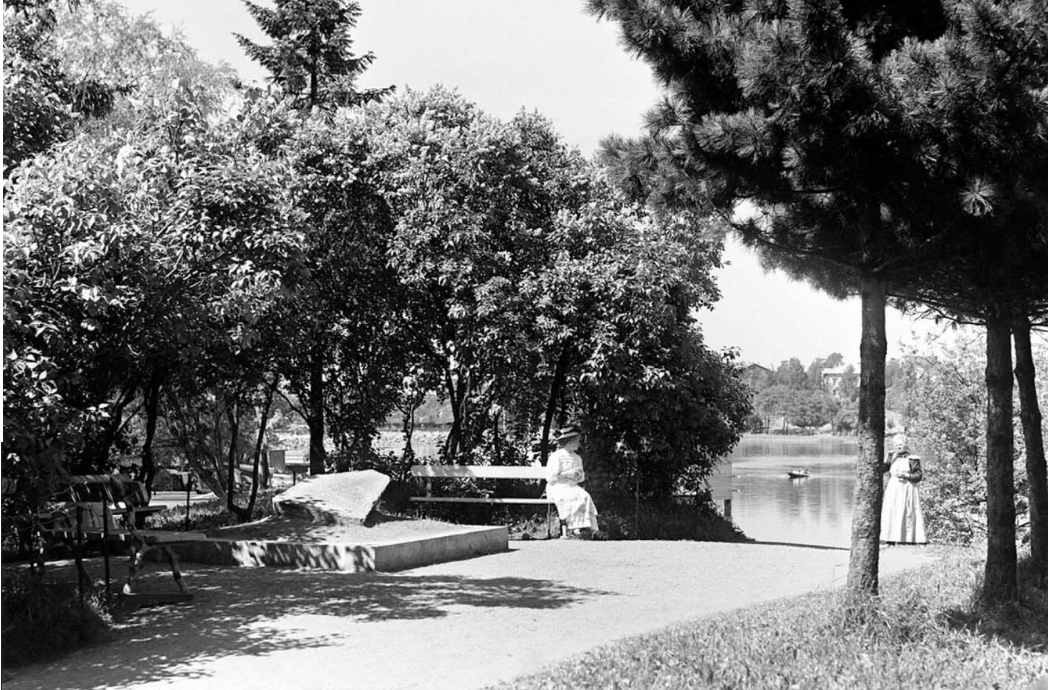
摄于1908年的共济会墓地

共济会墓地（芬蘭語：Vapaamuurarin hauta）是一个位于芬兰首都赫尔辛基市中心凯萨半岛公园里的无名墓碑。墓碑立于1785年。墓地的具体位置在当今的凯萨半岛体育场的东北部方位，靠近赫尔辛基大学植物园的围墙栏杆。
墓碑上没有刻上逝者的名字，而是一段神秘的瑞典语字句：“Lika godt / om verlden vet hvem här hvilar / alt nog / Gud käńer hvad Han gjort / och / Uſlingen välſignar / HANS minne”（无所谓世人知不知道谁躺在这儿，上帝不管如何都会知道他的作为，可怜的人们也会祝福他的记忆）。共济会墓地是赫尔辛基最古老的公共纪念碑。